# Iftikhar Ali Khan (general)
Iftikhar Ali Khan (urdujsko افتخار علی خان), pakistanski general, * 5. januar 1941, † 22. avgust 2009.
Ali Khan je bil načelnik Pakistanske kopenske vojske (1996-1997) in minister za obrambo Republike Pakistan (1997-1999).